# 雲板
雲板（又稱點，日本多作雲版）為一青銅鑄敲擊樂器，通常為雲朵形狀，或者鑴有雲紋，因以為名。本為古時官署召集公眾之用，也常被廟宇、寺院作法器用。

## 外型

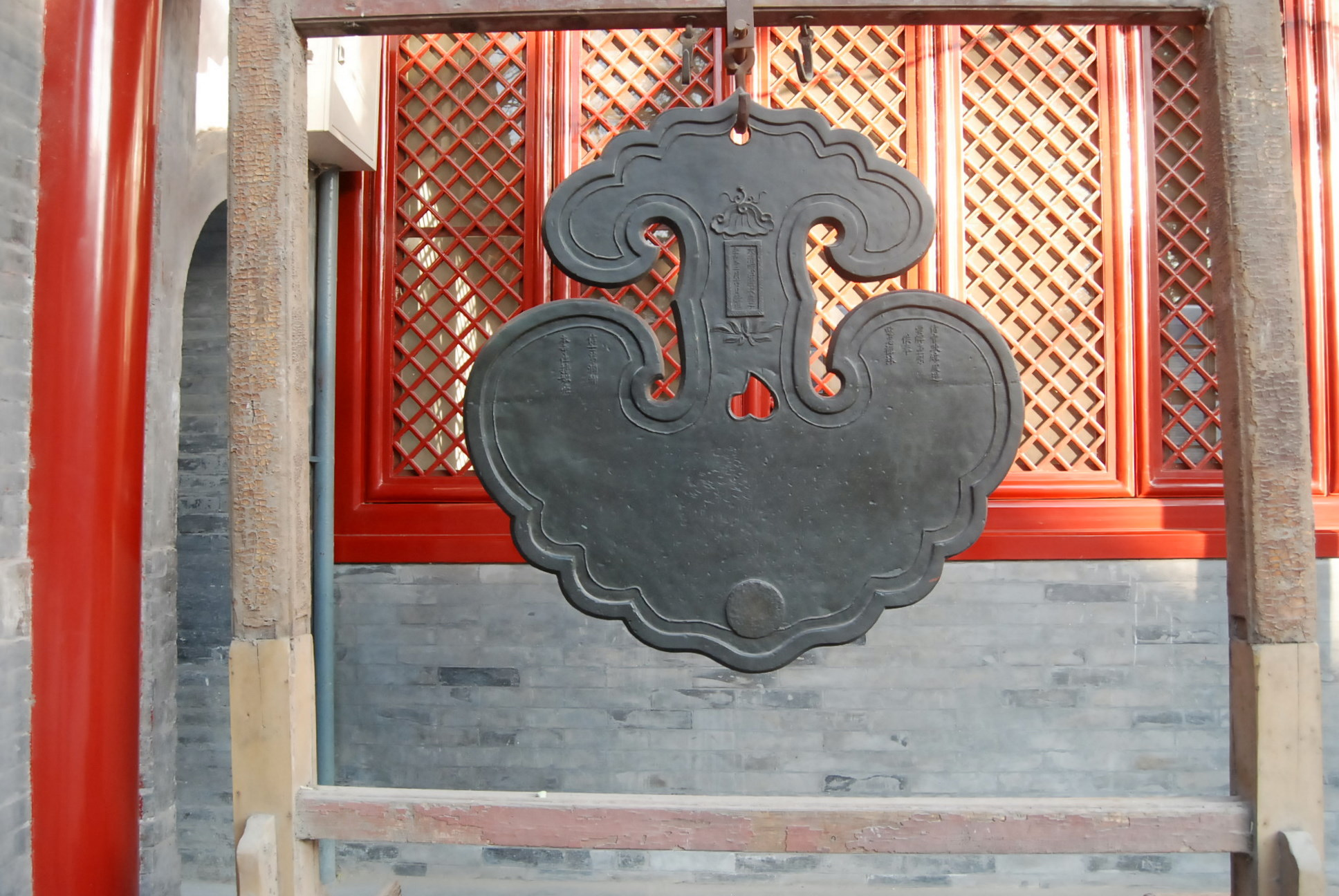
北京法源寺中的「雲板」

雲板上除鑄有供懸掛之用的孔洞外，通常會鑴有簡單圖案及文字（多為使用單位的名稱及鑄造日期，或祥瑞祝頌密咒），板的中下方有明顯凸出處展示打擊位置（有時候其凸出處也鑄成圖案狀）。

## 用途
在佛教寺院，雲板也具報時和召集的作用，可用於早課前的召集，不過更多時候用於午膳前的召集，通常和魚梆一起懸掛在佛寺的「五观堂」（即齋堂）外，每天用齋前，會長打三十六響通知僧眾用膳，故又称「长板」。

## 歷史價值

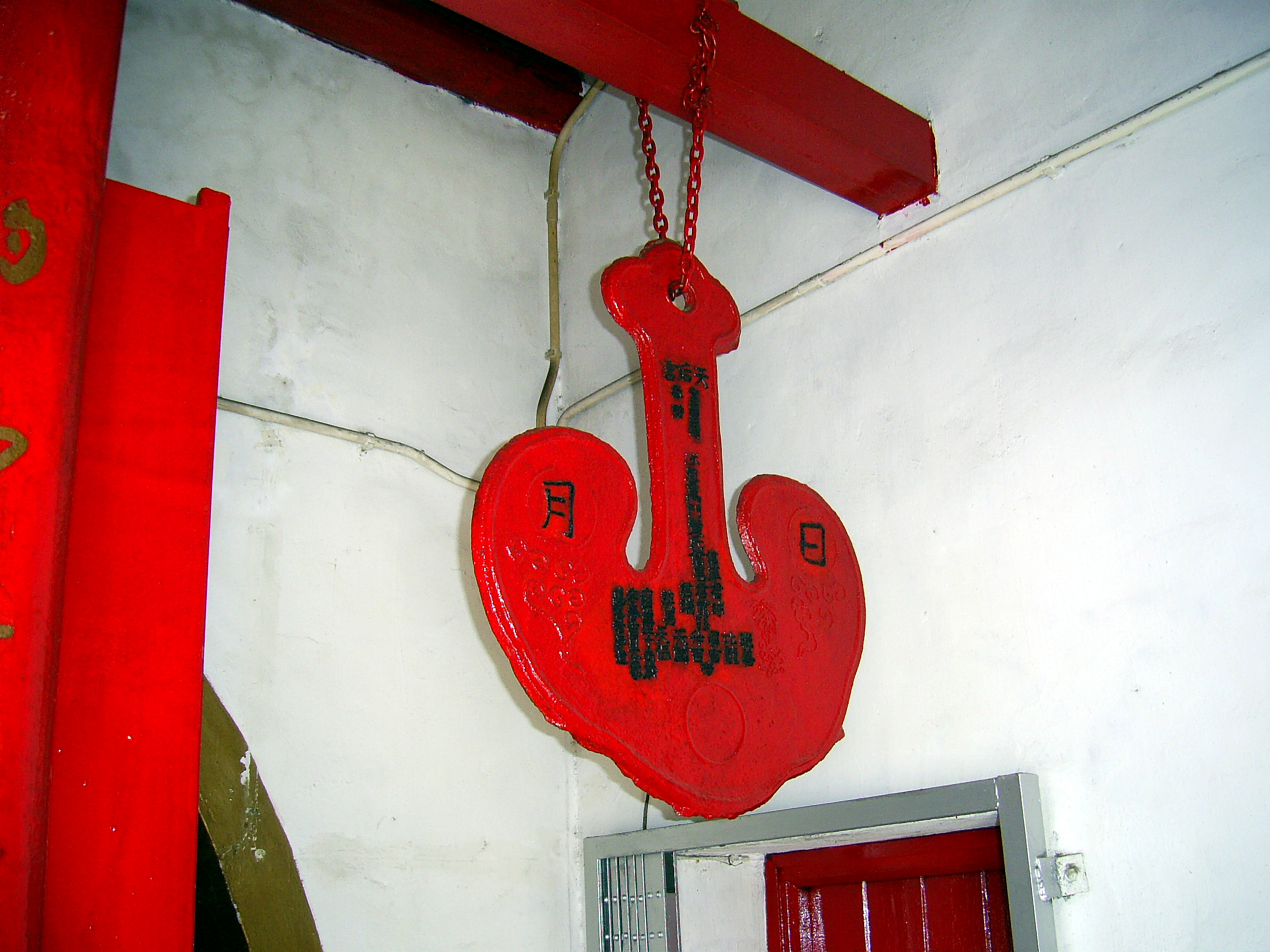
坪源天后古廟的雲板

雲板結構簡單，經久耐用，又因通常會鑴有鑄造年份，因此很多時候成為名山古剎的歷史攷證依據，以至成為重要文物。

### 香港
下葵涌天后宮的雲板就鑄於1828年（清道光八年），林村天后廟雲板鑄於1768年（乾隆三十三年），坪源天后古廟更早至1727年（清雍正五年），歷史悠久。

### 臺灣
基隆市法王寺和靈泉禪寺的雲板，於2007年公告為「民俗及有關文物」類別的台灣文化資產。

### 日本
瑞巖寺的雲版屬於日本文化財產，受日本《文化財保護法》規範和保護。

## 外部連結
- 不同款式的雲板 （页面存档备份，存于）